# 方燕年
方燕年，安徽省鳳陽府定遠縣人，清朝政治人物、進士出身。
光緒十六年（1890年），参加光緒庚寅科殿試，登進士二甲84名。同年五月，著主事，分部学习。